# مینبورگ (پریگنیتس)
شهر مینبورگ (به آلمانی: Meyenburg) در ایالت برندنبورگ در کشور آلمان واقع شده‌است.